# Horisme brisciacensis
Horisme brisciacensis är en fjärilsart som beskrevs av Franz Dannehl 1933. Horisme brisciacensis ingår i släktet Horisme och familjen mätare. Inga underarter finns listade i Catalogue of Life.